# 노상희
노상희(盧相姬)는 대한민국의 여류 바둑 기사이다. 

## 약력
- 1989년 : 롯데배 여류최고위전 우승, 쌍용배 바둑여왕전 우승(여왕)